# Biakspechtpapegaai
De Biakspechtpapegaai (Micropsitta geelvinkiana) is een vogel uit de familie
Psittaculidae (papegaaien van de Oude Wereld).

## Verspreiding en leefgebied
Deze soort komt voor op eilanden in de Geelvinkbaai ten noordwesten van Nieuw-Guinea en telt twee ondersoorten:
- M. g. geelvinkiana: Numfor.
- M. g. misoriensis: Biak.

## Status
De grootte van de populatie is niet gekwantificeerd maar de soort wordt omschreven als vrij algemeen in lager gelegen bossen. Op de Rode lijst van de IUCN heeft deze soort de status niet bedreigd.